# Henritermierite
L'henritermierite (simbolo IMA: Hri) è un minerale molto raro del supergruppo del granato e al gruppo dell'henritermierite all'interno della classe dei minerali "silicati e germanati"; la sua composizione chimica idealizzata è Ca3Mn3+2[(SiO4)2(OH)4], quindi chimicamente è un idrogranato di calcio-manganese. Strutturalmente, come gli altri granati, appartiene ai nesosilicati.
Poiché l'henritermierite forma una serie cristallina mista ininterrotta con grossularia (Ca3Al2[SiO4]3) e quindi di solito una piccola percentuale di manganese è sostituita dall'alluminio, la formula chimica per l'henritermierite è generalmente associata anche a Ca3(Mn3+, Al)2[(SiO4)2(OH)4]. Inoltre, il minerale si mescola anche con la katoite (Ca3Al2[(SiO4)>1,5((OH)4)<1,5]) e idroandradite.

## Etimologia e storia
L'henritermierite è stata scoperta nella miniera a cielo aperto "Tachgagalt" nella provincia marocchina di Ouarzazate e descritta da C. Gaudefroy, M. Orliac, F. Permingeat, A. Parfenoff, che hanno chiamato il minerale in onore del geologo francese Henri François Émile Termier (1897-1989).

## Classificazione
La classificazione strutturale dell'Associazione Mineralogica Internazionale (IMA) colloca l'henritermierite nel supergruppo dei granati, dove insieme all'holtstamite e alla monteneveite forma il gruppo dell'henritermierite con 8 cariche positive nella posizione del reticolo coordinato tetraedrico. Formalmente, anche la monteneveite appartiene a questo gruppo, sebbene strutturalmente e chimicamente sia più vicina ai minerali del gruppo della bitikleite.
Già nell'ormai obsoleta, ma ancora in parte in uso, 8ª edizione della sistematica minerale secondo Strunz, l'henritermierite apparteneva alla classe dei minerali dei "silicati e germanati" e lì alla sottoclasse dei "nesosilicati", dove veniva elencata insieme ad almandino, andradite, calderite, goldmanite, grossularia, hibschite, holtstamite, hydrougrandite, katoite, kimzeyite, knorringite, majorite, morimotoite, piropo, schorlomite, spessartina, uvarovite, wadalite e yamatoite (quest'ultimA screditata, in quanto identica alla momoiite) costituiscono il "Gruppo del Granato" con il Sistema nº VIII/A.08.
Anche la 9ª edizione della sistematica minerale di Strunz, in vigore dal 2001 e utilizzata dall'Associazione Mineralogica Internazionale (IMA), elenca l'henritermierite nella classe dei "silicati e germanati" e lì nella sottoclasse dei "nesosilicati". Questa suddivisione viene ulteriormente suddivisa in base all'eventuale presenza di altri anioni, nonché alla coordinazione dei cationi coinvolti, in modo che il minerale, in base alla sua composizione e struttura, venga classificato nella suddivisione di "Nesosilicati senza anioni aggiuntivi; cationi in coordinazione [6] e/o maggiore" dove, insieme ad almandino, andradite, calderite, goldmanite, grossularia, holtstamite, katoite, kimzeyite, knorringite, majorite, morimotoite, piropo, schorlomite, spessartina e uvarovite, forma il "gruppo granato" con il sistema nº 9.AD.25. Di questo gruppo facevano parte anche i composti granati blythite, hibschite, idroandradite e skiagite, che non sono più considerati minerali. La wadalite, a quel tempo ancora raggruppata tra i granati, si è dimostrata strutturalmente diversa ed è ora assegnata a un gruppo separato con la clormayenite e la fluormayenite. D'altra parte, anche i granati irinarassite, hutcheonite, kerimasite, toturite, menzerite-(Y) ed eringaite, che sono stati descritti dopo il 2001, sono stati smistati nel gruppo di granati.
Pure la classificazione dei minerali di Dana, che viene utilizzata principalmente nel mondo anglosassone, classifica l'henritermierite nella classe dei "silicati e germanati" e lì nella sottoclasse dei "minerali nesosilicati"; lo si trova insieme a holtstamite nel "Gruppo dei granati (idrogranati tetragonali)" con il sistema nº 51.04.04 all'interno della suddivisione "Nesosilicati: SiO4 gruppi solo con cationi in coordinazione [6] e/o maggiore".

## Abito cristallino
L'henritermierite cristallizza nel sistema tetragonale nel gruppo spaziale I41/acd (gruppo nº 142) con i parametri del reticolo a = 12,39 Å e c = 11,91 Å con 8 unità di formula per cella unitaria.

## Origine e giacitura
L'henritermierite si forma nei giacimenti di minerale ricchi di manganese. Nella sua località tipo "Tachgagalt", è stato trovato sotto forma di piccoli grani che riempivano gli spazi vuoti tra i cristalli di altri minerali. I minerali associati sono calcite, gaudefroyite, hausmannite e marokite.
Inoltre, il minerale è stato finora (a partire dal 2013) trovato solo nella miniera di N'Chwaning vicino a Kuruman e nella miniera di Wessels vicino a Hotazel nel giacimento di manganese del Kalahari in Sudafrica, dove è stato associato ad andradite, barite, calcite, ematite, hausmannite e manganite.

## Forma in cui si presenta in natura
A causa della formazione di cristalli misti, il colore dell'henritermierite varia dal "marrone chiodi di garofano" al "color albicocca" o dal giallo limone al giallo chiaro.
Il minerale di solito sviluppa cristalli traslucidi con un breve habitus prismatico pseudo-ottaedrico, ma si trova anche sotto forma di aggregati minerali granulari.